# Branko Grims
Branko Grims (ur. 26 sierpnia 1962 w Kranju) – słoweński polityk, parlamentarzysta krajowy, poseł do Parlamentu Europejskiego X kadencji.

## Życiorys
Absolwent geologii na Uniwersytecie Lublańskim (1986). W 2003 uzyskał magisterium na wydziale nauk politycznych tej samej uczelni. W 1987 był wśród założycieli organizacji SDZS, na bazie której powstała następnie Słoweńska Partia Demokratyczna (SDS). W latach 1990–1994 pełnił funkcję sekretarza administracji gminy Kranj. Na początku lat 90. zasiadał w pierwszym demokratycznie wybranym parlamencie. W strukturze SDS pełnił m.in. funkcje sekretarza generalnego (1993–1995) i szefa sztabu wyborczego (1995–1997). W latach 1997–2002 wchodził w skład Rady Państwa.
W 2004 uzyskał mandat posła do Zgromadzenia Państwowego. Z powodzeniem ubiegał się o reelekcję w 2008, 2011, 2014, 2018 i 2022. W 2024 został natomiast wybrany do Parlamentu Europejskiego X kadencji.